# Agustín Navarro Alvado
Agustín Navarro Alvado   (Benidorm, 1961 - 5 de febrer de 2021) fou un polític valencià, alcalde de Benidorm (Marina Baixa) entre 2009 i 2015.
Funcionari de carrera a l'àrea econòmica de l'Ajuntament de Benidorm, Agustín Navarro fou militant del Partit Socialista del País Valencià (PSPV) fins al 2009 quan va deixar el partit per tal de signar la moció de censura contra l'alcalde del Partit Popular (PP) que li permetria dirigir el govern de la ciutat de Benidorm.
Navarro ha estat regidor pel PSPV a Benidorm en diferents períodes: 1991-1995, 2003-2007 i 2007-2009; aquest darrer com a portaveu del grup municipal. També fou regidor a l'ajuntament de Bolulla (Marina Baixa) pel PSPV entre el 1999 i el 2003, a més de diputat a la Diputació d'Alacant.

## Cas detransfuguisme
Agustín Navarro i el grup socialista de l'Ajuntament de Benidorm foren declarats trànsfugues després que signaren una moció de censura amb el regidor triat a les llistes del PP José Bañuls, arrabatant la batllia al popular Manuel Pérez Fenoll. Navarro i el grup de regidors triats a les llistes del PSPV, entre ells Maite Iraola mare de la dirigent nacional del PSOE Leire Pajín, es donaren de baixa com a militants socialistes abans de signar la moció de censura tot i que continuaren aportant part el seu sou com a alcalde i regidors al partit. El 2010 l'agrupació del PSPV a la ciutat proclamà de nou candidat a l'alcaldia a Agustín Navarro com a independent amb el suport del secretari general del PSPV Jorge Alarte i la negativa del president del PSOE i de la Comissió de Seguiment del Pacte Antitransfuguisme Manuel Chaves.